# November 15.
November 15. az év 319. (szökőévben 320.) napja a Gergely-naptár szerint. Az évből még 46 nap van hátra.
Névnapok: Albert, Lipót + Aisa, Ajsa, Alberta, Albertin, Albertina, Ángyán, Ányos, Artúr, Dezsér, Dezsider, Dezső, Hajnácska, Ladomér, Leopold, Leopolda, Leopoldina, Marinusz, Polda, Richárd, Vladimír, Vladiszl

## Események
- 565 – I. Justinus halála után II. Justinus lesz Bizánc császára.
- 1703 – Bercsényi Miklós kuruc serege Zólyomnál megfutamítja Forgách Simon császári seregét.
- 1790 – II. Lipót német-római császárt Pozsonyban magyar királlyá koronázzák.
- 1848 – Vukovárnál Batthyány Kázmér serege győz a szerb felkelők ellen.
- 1849 – Megjelenik a szabadságharc bukása utáni első irodalmi lap, a Hölgyfutár.
- 1860 – Az olasz királyi hadügyminisztérium rendeletet ad ki az Olaszországban szolgálatot teljesítő magyar légióval kapcsolatban.
- 1901 – Miller Reese szabadalmaztatja az elektromos hallókészüléket.
- 1908 – Belgium hivatalosan annektálja a Kongói Szabadállamot.
- 1918 – Megalakul a Magyar Országos Véderő Egyesület (MOVE).
- 1920 – A Népszövetség képviselői először találkoznak Genfben.
- 1923 – A csehszlovákiai parlamenti választásokon az agrárpárt szerzi a legtöbb szavazatot (13,7%), a második helyen a Kommunista Párt (13,2%), a harmadikon a cseh néppárt (9,7%) végez; a Magyar Keresztényszocialista Párt négy mandátumot szerez.
- 1926 – Kihirdetik a magyar Országgyűlés felsőházáról szóló törvényt.
- 1939 – A nácik megkezdik a varsói zsidók tömeges megölését.
- 1945 – Tildy Zoltán alakít kormányt a november 4-i választások után.
- 1945 – Venezuela az ENSZ tagja lesz.
- 1962 – A Legfelsőbb Bíróság hatályon kívül helyezi a Kéthly Anna ellen 1954-ben hozott ítéletet, a kémkedés, valamint államellenes szervezkedés vádja alól felmenti, államellenes izgatás miatt azonban (távollétében) 3 évi börtönre ítéli.
- 1969 – 250 000 béketüntető demonstrál a vietnámi háború ellen Washingtonban.
- 1974 – Amerikai rakéta állítja Föld körüli pályára az első spanyol műholdat, a távközlési INTASAT-ot.
- 1982 – A Vatikán a nagyváradi püspökség Magyarországon maradt területét a csanádi püspökséghez csatolja és a püspökség neve Szeged-csanádi Püspökségre változik.
- 1983 – Észak-Ciprus függetlenségi nyilatkozatát Törökország elismeri és diplomáciai kapcsolatot létesít vele. Az ENSZ elutasítja – a határozat-ellenes – nyilatkozatot, az új országot nem ismeri el.
- 1987 – A brassói felkelés.
- 1988
  - Brüsszelben Horn Gyula külügyminisztériumi államtitkár részt vesz az Észak-atlanti Közgyűlés ülésszakán, ahova a NATO fennállása óta először hívnak meg a Varsói Szerződés egyik tagállamának hivatalos képviselőjét.
  - Sikeres próbarepülést hajt végre a szovjet űrrepülőgép, a Buran.
- 1994 – Martina Navratilova teniszbajnok bejelenti visszavonulását.
- 1994 – Helmut Kohlt választják kancellárrá Németországban.
- 1996 – Hivatalosan is megszűnik a teherforgalom a BKV HÉV-vonalain.
- 1997 – Kínában csaknem nyolcévi börtön után szabadon engedik az egyik legismertebb ellenzéki politikust, Vej Csing-senget, aki az Egyesült Államokba távozhatott.
- 2004 – Colin Powell amerikai külügyminiszter lemond, utódja Condoleezza Rice lesz.
- 2004 – A SMART–1, az első európai holdszonda megérkezik a Holdhoz.
- 2007 – A motorok tesztelése közben baleset ér egy vadonatúj – átadás előtt álló A340-600-as – Airbus repülőgépet a dél-franciaországi Toulouse repülőterén, tíz ember sérül meg.
- 2007 – Oroszország befejezi a Grúziában állomásozó csapatainak kivonását. Ezt követően csak a FÁK–mandátum alapján Abháziában, illetve Dél-Oszétiában állomásozó békefenntartó erők kötelekében maradtak orosz katonák Grúziához tartozó területeken.
- 2010 – A Margit híd 2009. augusztus 21-e óta tartó felújításának befejezésével, 2010. november 15-én este 10 órakor a hidat átadták a forgalomnak.
- 2022 — A Föld lakossága átlépi a nyolcmilliárdot.

## Sportesemények
Formula–1
- 1987 –  ausztrál nagydíj, Adelaide - Győztes: Gerhard Berger  (Ferrari Turbo)
- 2015 –  brazil nagydíj, Autódromo José Carlos Pace - Győztes: Nico Rosberg   (Mercedes)

Labdarúgás
- 2015 – Magyarország Norvégia legyőzésével kijut a 2016-os Európa Bajnokságra
- 2021 – Férfi válogatott mérkőzés: Lengyelország és Magyarország között a varsói Nemzeti stadionban, a 2022-es labdarúgó-világbajnokság-selejtezőjében

## Születések
- 1316 – I. János francia király Franciaország és Navarra királya, X. (Civakodó) Lajos és Magyarországi Klemencia fia, Navarrai Johanna féltestvére († 1316)
- 1511 – Johannes Secundus németalföldi költő († 1536)
- 1670 - Bernard Mandeville holland születésű angol filozófus, közgazdász, orvos († 1733)
- 1738 – William Herschel német születésű angol csillagász, az Uránusz bolygó felfedezője († 1822)
- 1741 – Johann Kaspar Lavater svájci író, költő, teológus, filozófus († 1801)
- 1815 – Lengyel Dániel orvos, honvédorvos, tanár, gimnáziumi igazgató († 1884)
- 1855 – Bársony István újságíró, író († 1928)
- 1862 – Gerhart Hauptmann Irodalmi Nobel-díjas német drámaíró († 1946)
- 1869 – Emil Racoviță román barlangkutató, biológus († 1947)
- 1874 – August Krogh Nobel-díjas dán zoológus, fiziológus († 1944)
- 1878 – Reinitz Béla magyar zeneszerző, zenekritikus († 1943)
- 1886 – René Guénon (Sejk Abd Al-Wahid Yahia) francia író, filozófus († 1951)
- 1887 – Marianne Moore amerikai költőnő († 1972)
- 1887 – Georgia O’Keeffe amerikai festőművésznő († 1986)
- 1891 – Erwin Rommel német tábornagy, második világháborús hadseregparancsnok († 1944)
- 1895 – Olga Nyikolajevna Romanova orosz nagyhercegnő († 1918)
- 1905 – Mantovani olasz származású angol zenekarvezető († 1980)
- 1905 – Fazekas Anna magyar író, műfordító († 1973)
- 1912 – Görbe János Kossuth-díjas magyar színész († 1968)
- 1912 – Török Erzsi Kossuth-díjas magyar énekművész, érdemes művész († 1973)
- 1913 – Mijagucsi Szeidzsi, japán színész († 1985)
- 1919 – Pogány Margit magyar színésznő († 1986)
- 1922 – Francesco Rosi olasz filmrendező († 2015)
- 1922 – Igor Jakovlevics Sztyecskin szovjet fegyvertervező († 2001)
- 1922 – Vásárhelyi Vera magyar írónő († 2000)
- 1926 – Hajnal Imre magyar pedagógus, matematikatanár († 1996)
- 1928 – Nógrádi Róbert Jászai Mari-díjas magyar színházi rendező, színigazgató, érdemes művész, a Pécsi Nemzeti Színház örökös tagja († 1989)
- 1929 – Angyal Mária magyar színházi rendező, a Szegedi Nemzeti Színház örökös tagja († 2012)
- 1932 – Jerry Unser (Jerry Michael Unser) amerikai autóversenyző († 1959)
- 1932 – Petula Clark angol énekesnő, színésznő
- 1934 – Joanna Barnes amerikai színésznő († 2022)
- 1934 – Pavlics Irén magyarországi szlovén írónő, újságírónő († 2022)
- 1934 – Kóti Árpád Kossuth- és Jászai Mari-díjas magyar színművész, érdemes és kiváló művész, a Csokonai Színház örökös tagja, a nemzet színésze († 2015)
- 1935 – Pézsa Tibor magyar olimpiai és világbajnok vívó
- 1942 – Daniel Barenboim argentin származású karmester, zongoraművész
- 1945 – Filipszky Baran Ilona magyar költőnő
- 1945 – Anni-Frid Lyngstad a svéd ABBA együttes tagja
- 1945 – Szalóczy Pál Kazinczy-díjas magyar rádió- és tévébemondó, újságíró, riporter
- 1948 – Droppa Judit Munkácsy Mihály-díjas magyar textiltervező
- 1951 – Beverly D’Angelo amerikai színésznő
- 1952 – Magyar Bálint magyar SZDSZ-politikus, miniszter
- 1955 – Enyedi Ildikó Balázs Béla-díjas magyar filmrendező
- 1957 – Kevin Eubanks amerikai jazz-gitáros
- 1958 – Simon Mari magyar színésznő († 2021)
- 1966 – Széles László Jászai Mari-díjas magyar színész
- 1972 – Hoppál Péter magyar egyházzenész, karnagy, politikus
- 1974 – Chad Kroeger kanadai rockzenész, dalszövegíró, a Nickelback frontembere
- 1976 – Volodimir Jezerszkij ukrán labdarúgó
- 1977 – Peter Phillips, a brit trón 11. várományosa, Anna brit királyi hercegnő fia
- 1977 – Sean Murray amerikai színész
- 1979 – Máté Péter magyar labdarúgó, jelenleg a ZTE játékosa
- 1983 – John Heitinga holland labdarúgó
- 1983 – Veli-Matti Lindström finn síugró
- 1983 – Fernando Verdasco spanyol teniszező
- 1984 – Katarina Bulatovics montenegrói kézilabdázó
- 1988 – B.o.B amerikai hiphopelőadó
- 1990 – Baráth István magyar szinkronszínész
- 1991 – Shailene Woodley amerikai színésznő
- 1993 – Paulo Dybala argentin labdarúgó
- 1993 – Poór Patrik magyar labdarúgó,

## Halálozások
- 1579 – Dávid Ferenc kolozsvári főlelkész, prédikátor, az Erdélyi Unitárius Egyház megalapítója (* 1510 körül)
- 1629 – Bethlen Gábor erdélyi fejedelem[1] (Gyulafehérvár) (* 1580)
- 1630 – Johannes Kepler német matematikus, csillagász (* 1571)
- 1670 – Comenius (Jan Amos Komensky) cseh teológus, a modern pedagógia atyja (* 1592)
- 1708 – Bánffy György Habsburg-párti erdélyi főkormányzó (* 1661)
- 1787 – Christoph Willibald Gluck német zeneszerző (* 1714)
- 1794 – Csődy Pál szombathelyi nagyprépost (* 1717)
- 1808 – IV. Musztafa az Oszmán Birodalom 30. szultánja (* 1779)
- 1808 – Alemdar Musztafa pasa török nagyvezír (* 1755)
- 1832 – Jean-Baptiste Say francia közgazdász, üzletember és újságíró, a klasszikus közgazdaságtan képviselője (* 1767)
- 1888 – Max Joseph in Bayern bajor herceg, a bajor népzene előmozdítója (* 1808)
- 1903 – Bobula János magyar műépítész, építészeti szakíró (* 1844)
- 1910 – Sisa Pista (Benkó István) magyar juhász, nógrádi betyár (* 1846)
- 1910 – Wilhelm Raabe német író, költő (* 1831)
- 1916 – Henryk Sienkiewicz Irodalmi Nobel-díjas lengyel regényíró (* 1846)
- 1958 – Tyrone Power amerikai színész (* 1914)
- 1959 – Charles Thomson Rees Wilson Nobel-díjas angol-skót fizikus (* 1869)
- 1963 – Reiner Frigyes magyar karmester (* 1888)
- 1965 – Zadravetz István magyar ferences szerzetes, tábori püspök, politikus (* 1884)
- 1970 – Szőllősy Klára József Attila-díjas magyar író, műfordító (* 1913)
- 1976 – Jean Gabin francia színész (* 1904)
- 1976 – Eperjessy Kálmán magyar történész (* 1893)
- 1978 – Margaret Mead amerikai antropológus, írónő (* 1901)
- 1983 – John Le Mesurier BAFTA-díjas angol színész (* 1912)
- 1990 – Kovács Jenő magyar állatorvos, gyógyszerkutató, egyetemi tanár (* 1910)
- 1997 – Wagner Nándor magyar szobrászművész, festő (* 1922)
- 2005 – Kazán István kétszeres Jászai Mari-díjas magyar rendező, főiskolai tanár (* 1924)
- 2007 – Kosáry Domokos Széchenyi-nagydíjas történész, egyetemi tanár, az MTA elnöke (1990–1996) (* 1913)
- 2017 – Lil Peep, amerikai rapper (* 1996)
- 2024 – Nemere István magyar író, műfordító (* 1944)

## Nemzeti ünnepek, emléknapok, világnapok
→Sablonvita:Ünnepek/11-15:
- Nagy Szent Albert  német dominikánus szerzetes, püspök, egyháztanító emléknapja[2]
- Szent Lipót osztrák őrgróf, Ausztria védőszentjének emléknapja[3]
- a köztársaság 1889-es kikiáltásának ünnepe  Brazíliában[4]
- a bebörtönzött írók napja. [5]
- Belgium: a király napja és a belgiumi német nyelvű közösség napja

## Külső hivatkozások
- BBC: Ezen a napon
- New York Times: Ezen a napon